# Algoritmo di Frank-Wolfe

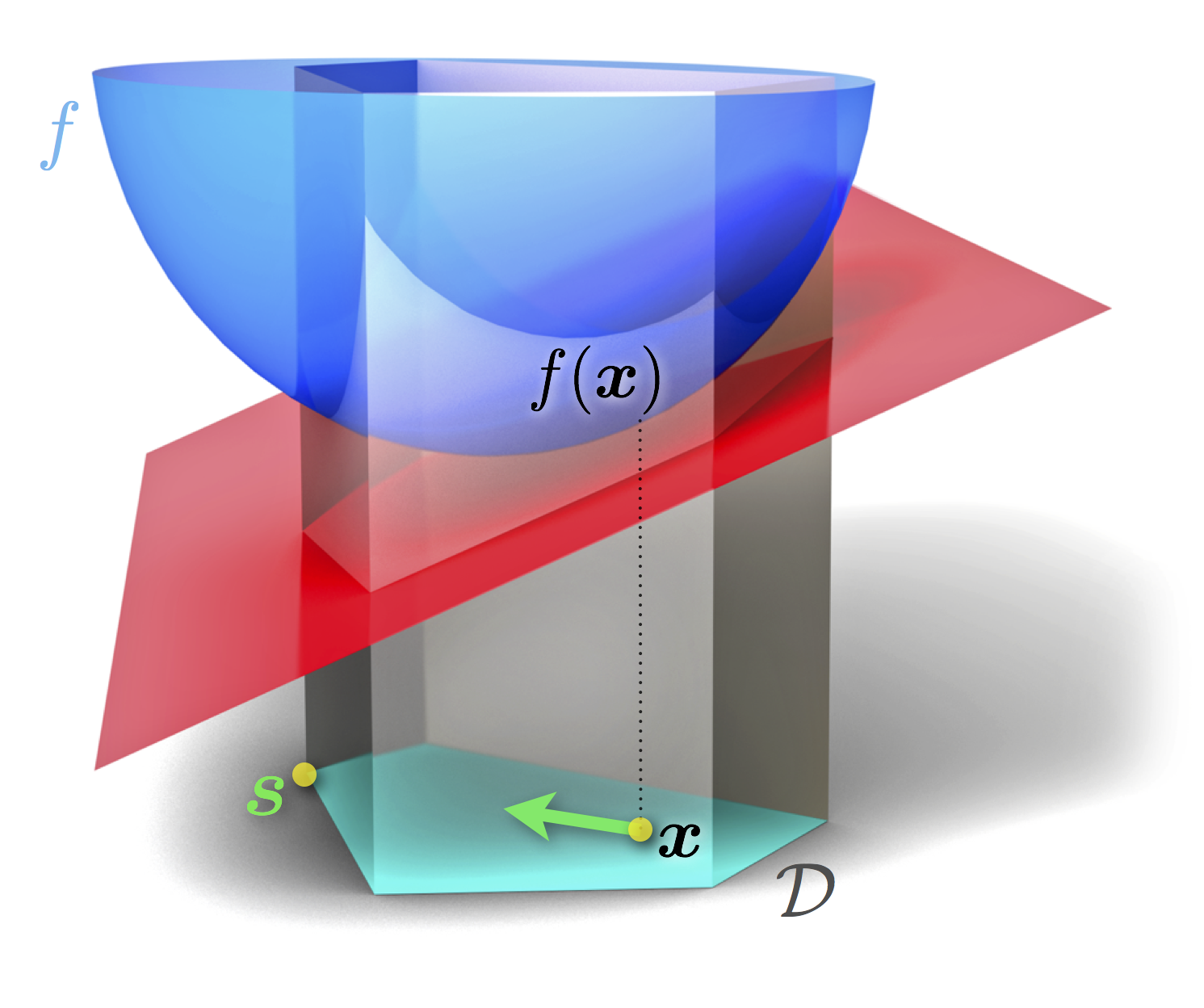
Per minimizzare una funzione convessa (in blu) su un insieme convesso (in verde), l'algoritmo di Frank-Wolfe considera la linearizzazione della funzione obiettivo all'iterazione corrente (in rosso)

In ottimizzazione convessa vincolata e in analisi numerica, l'algoritmo di Frank-Wolfe (detto anche algoritmo del gradiente condizionale, oppure del gradiente ridotto; in inglese conditional gradient o reduced gradient) è un metodo iterativo che consente di determinare il punto di minimo di un'approssimazione lineare della funzione obiettivo.
Il metodo fu sviluppato da Marguerite Frank e Philip Wolfe nel 1956.

## Descrizione
Sia {\displaystyle D}  un insieme convesso compatto in uno spazio vettoriale, e sia {\displaystyle f\colon D\to \mathbb {R} }  una funzione convessa e differenziabile. L'algoritmo di Frank-Wolfe trova {\displaystyle \min _{\mathbf {x} \in D}f(\mathbf {x} )} in modo iterativo.
```
* 
Passo 0 (Inizializzazione)
: Si sceglie un punto 

  

    

      

        

          

            
x

          

          

            
0

          

        

        
∈

        
D

      

    

    
{\displaystyle \mathbf {x} _{0}\in D}

  

 e si pone 

  

    

      

        
k

        
=

        
0.

      

    

    
{\displaystyle k=0.}

  

* 
Passo 1
: Si determina 

  

    

      

        

          

            
s

          

          

            
k

          

        

        
=

        

          
min

          

            

              
s

            

            
∈

            
D

          

        

        

          

            
s

          

          

            
T

          

        

        
∇

        
f

        
(

        

          

            
x

          

          

            
k

          

        

        
)

      

    

    
{\displaystyle \mathbf {s} _{k}=\min _{\mathbf {s} \in D}\mathbf {s} ^{T}\nabla f(\mathbf {x} _{k})}

  

.
* 
Passo 2
: Si determina 

  

    

      

        
α

        
=

        

          
min

          

            
0

            
≤

            
α

            
≤

            
1

          

        

        
f

        
(

        

          

            
x

          

          

            
k

          

        

        
+

        
α

        
(

        

          

            
s

          

          

            
k

          

        

        
−

        

          

            
x

          

          

            
k

          

        

        
)

        
)

      

    

    
{\displaystyle \alpha =\min _{0\leq \alpha \leq 1}f(\mathbf {x} _{k}+\alpha (\mathbf {s} _{k}-\mathbf {x} _{k}))}

  

.
* 
Passo 3
: Si pone 

  

    

      

        

          

            
x

          

          

            
k

            
+

            
1

          

        

        
=

        

          

            
x

          

          

            
k

          

        

        
+

        
α

        
(

        

          

            
s

          

          

            
k

          

        

        
−

        

          

            
x

          

          

            
k

          

        

        
)

      

    

    
{\displaystyle \mathbf {x} _{k+1}=\mathbf {x} _{k}+\alpha (\mathbf {s} _{k}-\mathbf {x} _{k})}

  

.
* 
Passo 4
: Si pone 

  

    

      

        
k

        
=

        
k

        
+

        
1

      

    

    
{\displaystyle k=k+1}

  

 e si torna al Passo 1.
```

A ogni iterazione l'algoritmo determina la direzione {\displaystyle \mathbf {s} _{k}} e la dimensione del passo {\displaystyle \alpha } lungo quella direzione in modo da minimizzare l'approssimazione lineare del problema. A differenza di metodi per l'ottimizzazione non vincolata, quali ad esempio la discesa del gradiente, l'algoritmo di Frank-Wolfe non necessita di proiezioni, poiché in ciascuna iterazione richiede soltanto la soluzione di un problema lineare sull'insieme {\displaystyle D}.
La convergenza dell'algoritmo di Frank-Wolfe è sublineare: l'errore nella funzione obiettivo è minimo dopo {\displaystyle k} iterazioni, purché il gradiente sia Lipschitziano rispetto ad una norma.